# 赤銅 (合金)

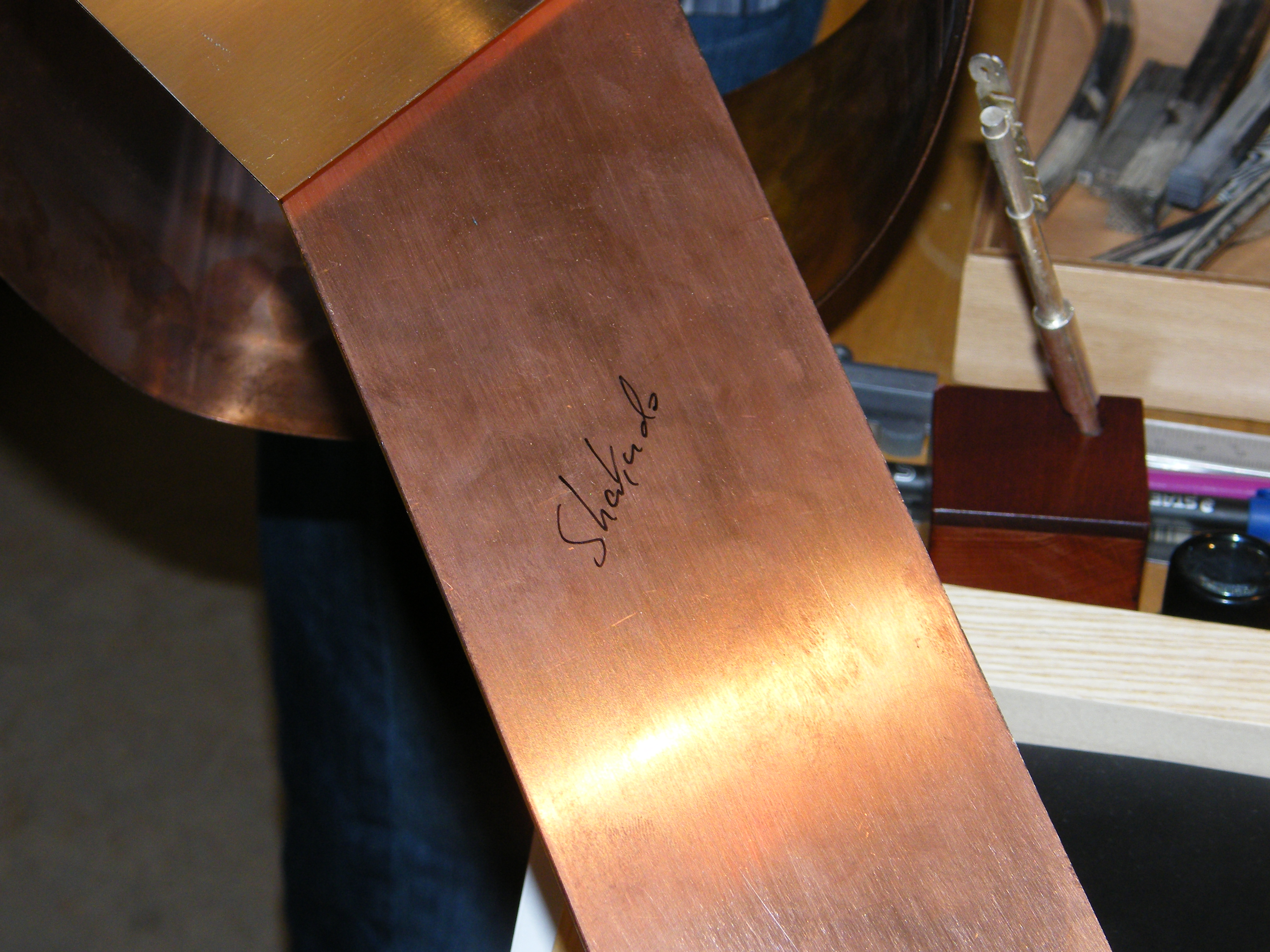
色上げ前の赤銅の板。

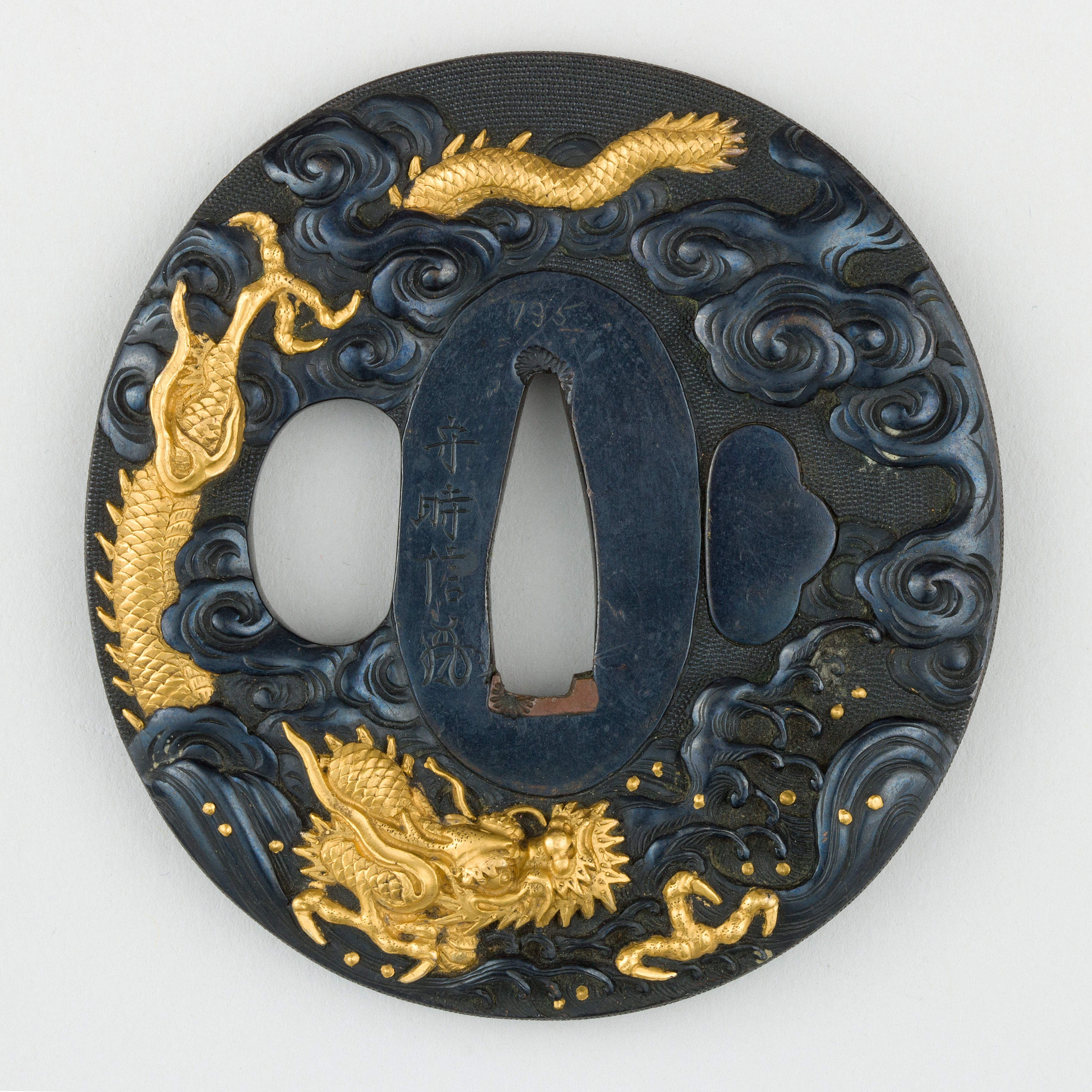
赤銅・金・銅製の鍔、メトロポリタン美術館蔵

赤銅（しゃくどう）は、銅に3 - 5%の金を加えた合金である。象嵌細工などの日本の工芸品に用いられる。発色処理を加えると、青紫がかった黒色を呈する。「赤銅色の肌」などと使われる色は、黒に近いという意味である。
発色処理のことを煮色仕上げ（にいろしあげ）・色上げ・煮色などと呼び、緑青（炭酸銅や酢酸銅）と丹礬（硫酸銅(II)5水和物）・明礬（硫酸カリウムアルミニウム12水和物）などを混ぜた液で煮る（煮色・煮色上げ）ことで、表面に酸化被膜（錆）を人工的に付けることにより発色している。 
赤銅が黒く見えるのは、煮色上げした銅の表面に数μmの亜酸化銅の被膜ができるためで、この亜酸化銅の被膜の中に5 - 10nmの金の微粒子が分散しており、この金の微粒子が入射光を多重反射させつつ吸収し減光させ、明度を低下させることで黒っぽく感じるようになる。また、金を通った光は青くなる（青以外の波長の光を通さない）。 亜酸化銅本来の反射光は小豆色であり、これらが合わさることで赤銅色と言われるやや青みがかった黒色となる。 
| 名称                   | 成分         | 発色 |
| ---------------------- | ------------ | --- |
| 素銅（すあか）         | Cu100%       | 小豆色 |
| 一分挿し（いちぶさし） | Cu99% + Au1% | 真っ黒（墨色） |
| 三分挿し               | Cu97% + Au3% | 何となく青みがかった黒、大概の赤銅刀装具に使用されている。                                                                                  |
| 五分挿し               | Cu95% + Au5% | 青みがかった黒になりカラスの濡れ羽色と言われる（それ故赤銅は烏銅とも言う） 後藤家の赤銅はこの五分挿しで、その他の刀装具と色味で区別できる。 |
| 八分挿し               | Cu92% + Au8% | 7～10%の金を混ぜると紫がかった黒となり、紫金とも呼ばれる。                                                                                  |

ちなみに、この錆（亜酸化銅）はほぼ大気中では安定し、その他の錆や緑青（炭酸銅や酢酸銅）の発生を防ぐ役割もしている。鉄鐔に赤錆（三酸化二鉄）が出ないように、表面に黒錆（四酸化三鉄）を付けるのと同じ役割も果たしている。